# Fläckig saffransspindling
Fläckig saffransspindling (Cortinarius alcalinophilus) är en svampart som beskrevs av Rob. Henry 1952. Fläckig saffransspindling ingår i släktet Cortinarius och familjen spindlingar.  Arten är reproducerande i Sverige. Inga underarter finns listade i Catalogue of Life.